# Новотны, Тува
Тува Моа Матильда Каролина Новотны Хедстрём (швед. Tuva Moa Matilda Karolina Novotny Hedström, 21 декабря 1979, Стокгольм, Швеция) — шведская актриса, кинорежиссер и певица. 

## Биография
Родилась 21 декабря 1979 года в Стокгольме, но выросла в маленьком городке Омотфорс. Тува — дочь чешского режиссёра Давида Новотного и скульпторши Барбры Хедстрём. В настоящее время живет в Копенгагене в Дании.

## Фильмография
- 1997: Tic Tac
- 2000: Sleepwalker
- 2000: Снова голый (literal English title: Naked)
- 2000: Jalla! Jalla!
- 2000: Herr von Hancken (TV miniseries)
- 2001: Anja
- 2002: Den Osynlige
- 2003: Norrmalmstorg (TV)
- 2003: Slim Susie
- 2003: Make Believe
- 2003: Midsummer
- 2004: Девушка из стратосферы
- 2004: Dag och Natt
- 2004: Waiting for Rain
- 2004: Familien Gregersen
- 2005: Young Andersen
- 2005: Close to Heaven
- 2005: Четыре недели в июне
- 2005: В дурмане
- 2005: Bang Bang Orangutang
- 2006: No. 2
- 2006: All it takes is a miracle
- 2006: Вольные стрелки (Snapphanar)
- 2007: The Black Madonna
- 2009: Original
- 2009: Фальшивка
- 2009: Симон и Малу
- 2009: Bröllopsfotografen
- 2010: The Truth About Men
- 2010: Dear Alice
- 2010: Ешь, Молись, Люби
- 2011: Личность: неизвестна
- 2012: Mammas pojkar
- 2013: Преступления страсти
- 2015: Война
- 2016: Выбор короля
- 2017: Борг/Макинрой
- 2018: Аннигиляция
- 2018: Слепое пятно (в качестве сценариста и режиссёра)
- 2019: Здесь была Бритт-Мари (в качестве сценариста и режиссёра)
- 2021: The Middle Man

## Музыка
- 2003 — «Newfound Lover» (album Smala Sussie)